# María José López González
María José López González (Granada, 16 de enero de 1960) es una política española del Partido Socialista Obrero Español y exconsejera de Justicia y Administración Pública de la Junta de Andalucía. Licenciada en Derecho por la Universidad de Granada y militante socialista desde 1987, fue concejala en el Ayuntamiento de Granada entre 1991 y 1999, y diputada en el Congreso de los Diputados entre los años 2000 y 2004, antes de convertirse en Consejera del gobierno autonómico andaluz. En 2008 fue elegida diputada del Parlamento de Andalucía.